# Mộc cọng
Mộc cọng hay còn gọi là mộc Matsumura, hoa thơm, ngưu thỉ (danh pháp khoa học: Chengiodendron matsumuranum) là loài thực vật thuộc họ Ô liu được Hayata mô tả lần đầu năm 1911 dưới danh pháp Osmanthus matsumuranus, dẫn chiếu tới Osmanthus marginatus var. formosanus do Jinzô Matsumura mô tả năm 1898. Năm 2020 Shang Chih Bei (向其柏, Xiang Qi-Bai, Hướng Kỳ Bách) et al. chuyển nó sang chi mới thành lập là Chengiodendron thành Chengiodendron matsumuranum.
Tại Trung Quốc nó được gọi là 牛矢果 (ngưu thỉ quả).

## Phân bố
Cây phân bố ở Ấn Độ (Assam), miền nam Trung Quốc (An Huy, Chiết Giang, Giang Tây, Quảng Đông, Quảng Tây, Quý Châu, Vân Nam), Lào, Campuchia, Đài Loan, Thái Lan, Việt Nam. Môi trường sống là rừng rậm trên sườn dốc, bụi rậm trong thung lũng, ở cao độ 800-1.500 m.

## Mô tả
Cây bụi hay cây gỗ cao 2,5–10 m, nhẵn nhụi. Cành con ép dẹp. Cuống lá 1,5–3 cm; phiến lá hình mác ngược, hiếm khi hình trứng ngược hoặc hình elip hẹp, 8-14(-19) × 2,5-4,5(-6) cm, dạng như da mỏng tới giấy dày, đáy thon nhỏ dần và men xuống, mép nguyên hoặc có răng cưa dọc theo nửa phần xa, đỉnh nhọn thon và có mấu; gân giữa và (7-)10-12(-15) gân chính mặt gần trục hơi lõm xuống và mặt xa trục hơi lồi lên. Các xim hoa là chùy hoa ngắn, ở nách lá, 1,5–2 cm; lá bắc hình trứng rộng, 1-1,5 mm. Cuống hoa ~2 mm. Đài hoa 1,5–2 mm; các thùy 0,5–1 mm. Tràng hoa màu ánh xanh lục hoặc lục vàng nhạt, 3–4 mm; ống tràng dài tương đương các thuỳ đảo ngược. Nhị đính ở phần xa của ống tràng. Quả hạch chín màu tím tía tới đen, hình elipxoit, 1,5-3 × 0,7-1,5 cm. Ra hoa tháng 5-6, tạo quả tháng 11-12. 2n = 46.